# Torre Mamo
Torre Mamo (en maltés: Torri Mamo), también conocida como Torre de San Tommaso (en maltés: Torri Ta' Mamu ), es una residencia fortificada en Marsaskala, Malta. Fue construida por la familia Mamo en 1657 en un terreno elevado sobre la bahía de Santo Tomás en la costa este de Malta.

## Historia
La Torre Mamo fue construida en 1657 como residencia fortificada para la familia Mamo, propietaria de terrenos en la zona. Fue iniciado por Gregorio Mamo pero fue terminado por su hijo Giorgio, ambos constructores profesionales que también fueron responsables de la construcción de varias fortificaciones en Malta de la Orden de San Juan.
La forma de la torre es una Cruz de San Andrés con dieciséis lados. El salón en el centro de la torre es a prueba de bombas, mientras que el piso superior quedó sin terminar. Toda la torre está rodeada por un foso seco de 2 metros de profundidad, y mientras se excavaba se descubrió una tumba fenicia o romana. La torre no tiene aspilleras de mosquetería u otras características defensivas, pero fue lo suficientemente fuerte como para proteger a la familia Mamo y hasta 80 granjeros de los campos circundantes en una incursión breve de los corsarios berberiscos que desembarcaron en St Thomas Bay.

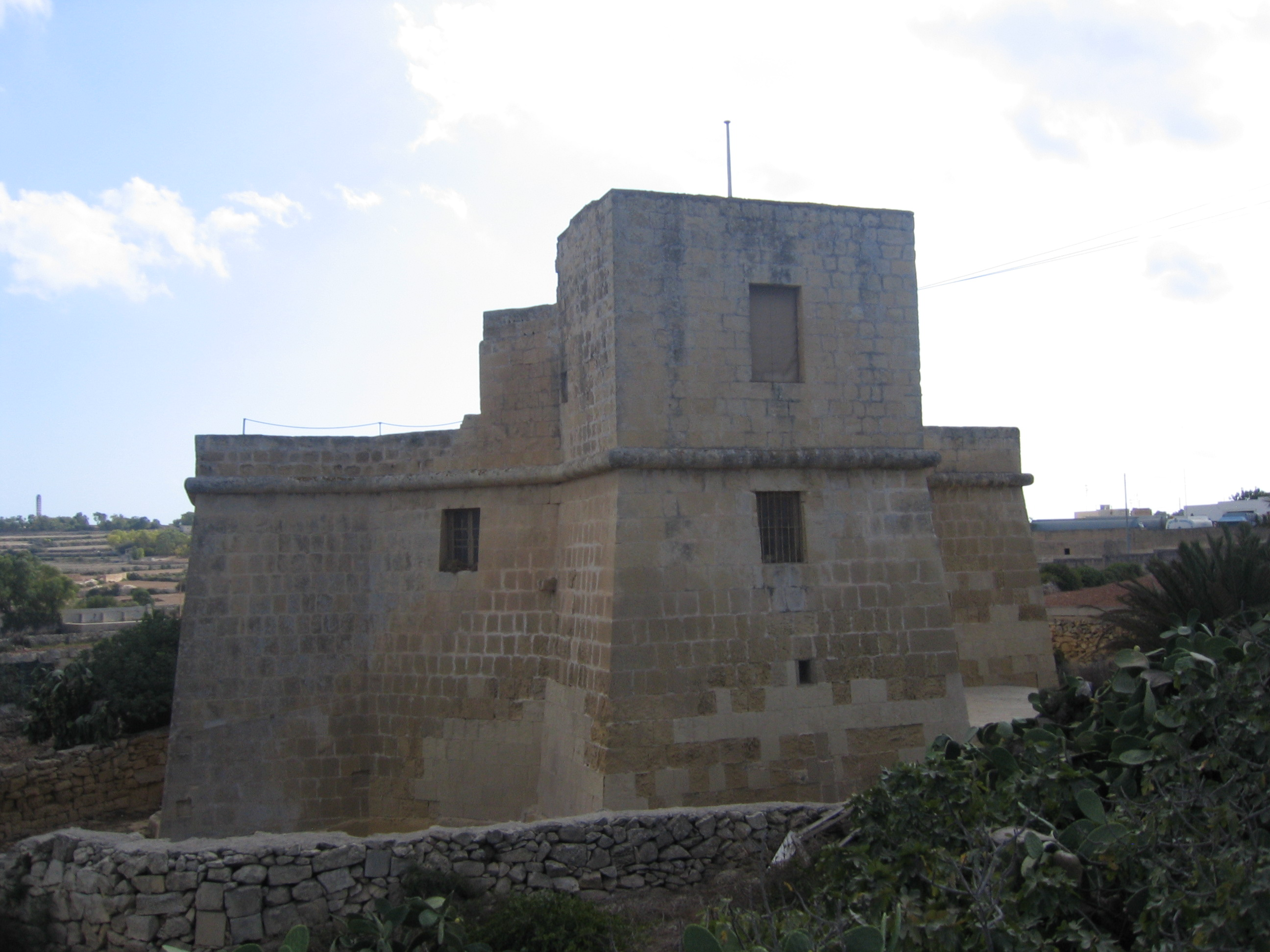
Torre Mamo

La torre Mamo se integró en el sistema de defensa costera de la Orden (junto con las torres Wignacourt, Lascaris y De Redín) y las pinturas contemporáneas la muestran ondeando la bandera de la Orden.

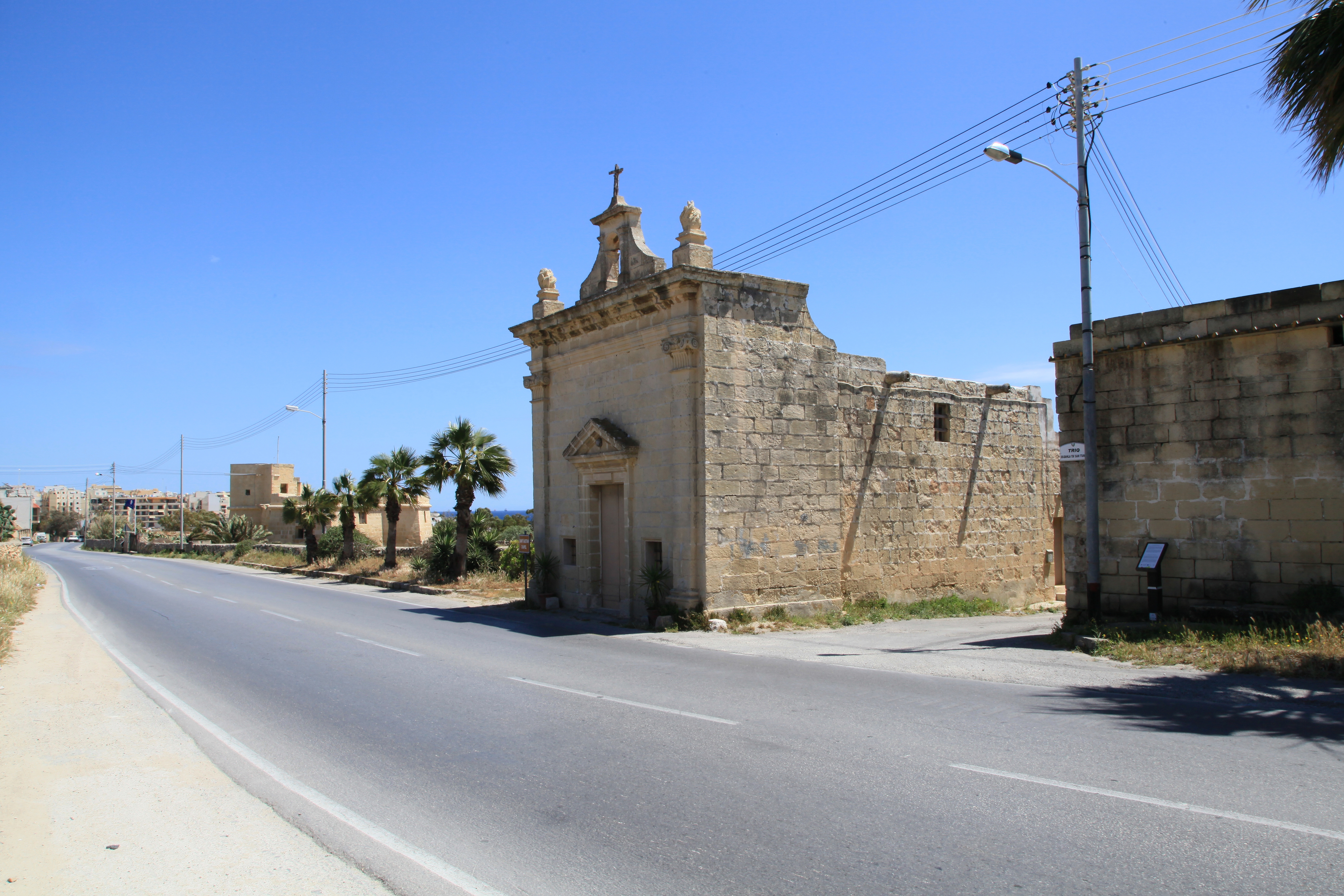
La Capilla de San Cayetano (también construida por la familia Mamo) con la Torre Mamo al fondo.

A unos 50 metros de la torre, la familia Mamo construyó también una pequeña capilla dedicada a San Cayetano . La capilla fue construida en el mismo año que la torre.
A lo largo de los años, la torre tuvo muchos propietarios diferentes. Eventualmente fue heredada por Lord Strickland, quien luego la vendió. La torre fue incluida en la Lista de Antigüedades de 1925.
Con el comienzo de la Segunda Guerra Mundial, el ejército británico requisó la torre en 1940 y la utilizó como sede regional. En apoyo de este papel, construyeron un fortín en el techo. También se construyeron emplazamientos de ametralladoras en el techo.
La torre finalmente se arrendó a una familia de Żejtun y se usó como casa privada hasta 1987, cuando el mal estado del edificio lo hizo inadecuado para ser habitado.

## En la actualidad
Posteriormente, la torre fue adquirida por Din l-Art Ħelwa, que la restauró entre 1994 y 1995. Durante la restauración, se retiró el fortín.
La torre ha estado abierta al público desde 2003. Actualmente está abierta los jueves, viernes, sábados y domingos. También se utiliza ocasionalmente para recreaciones.